# Roland Rossel
Roland Rossel (Tramelan-Dessus, 13 novembre 1915 – La Neuveville, 5 dicembre 2002) è stato un calciatore svizzero, di ruolo difensore.

## Carriera

### Club
Ha sempre giocato nel campionato svizzero.

### Nazionale
Ha collezionato due presenze con la propria Nazionale.